# Varyag (croiseur, 1899)
Pour les articles homonymes, voir Varyag.
Le Varyag (en russe : Варяг, en français : Varègue), est un croiseur protégé de première classe de la Marine impériale de Russie, de 1904 à 1905, il sert dans la première escadre du Pacifique. Ce bâtiment de guerre prit part à la bataille de Chemulpo le 9 février 1904, sérieusement endommagé par les tirs de la flotte japonaise, le croiseur est sabordé. Renfloué par les Japonais en 1905, réparé, il est mis en service dans la Marine impériale japonaise sous le nom de Soja (宗谷). En 1916, avec d'autres navires, le croiseur est racheté par la Russie impériale.

## Historique

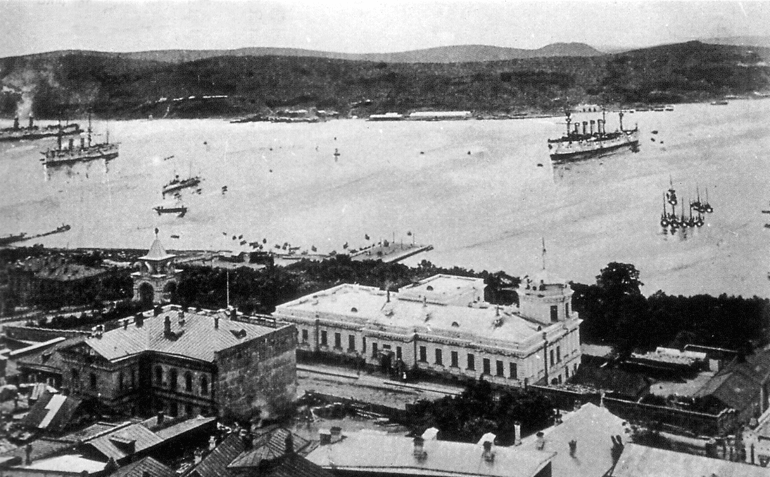
Le Varyag dans la baie de la Corne d'Or à Vladivostok, 1903

Le Varyag est construit lors du programme naval de 1898. L'Amirauté de la Russie impériale contacta William Cramp et Sons à Philadelphie en Pennsylvanie pour la construction de ce croiseur. Celle-ci débute le 1er août 1898, son lancement eut lieu le 31 octobre 1899. Le croiseur quitte les États-Unis le 10 mars 1900 et met le cap sur la Russie. Le 19 mai 1901, le Varyag reçoit la visite de Nicolas II de Russie, le croiseur est mis en service en 1901. Contrairement aux autres navires de guerre de la Russie impériale, il est peint en blanc plutôt qu'en noir, les cheminées arborant par ailleurs le classique jaune et noir de la flotte russe.

### Carrière dans la Marine impériale de Russie
En novembre 1901, Le Varyag est transféré en Extrême-Orient afin de renforcer la flotte du Pacifique. Au début de la guerre russo-japonaise de 1904-1905, le croiseur et la canonnière Koreets étaient basés dans le port neutre coréen de Chemulpo.

#### Bataille de Chemulpo

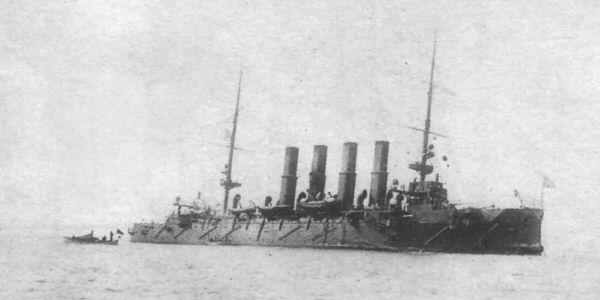
Le Varyag après la bataille

Le 8 février 1904, afin de couvrir le débarquement de 3 000 soldats, l'amiral japonais Uriu Sotokiti (1854-1937), commandant alors une flotte composée du croiseur lourd Asama, des croiseurs de protection Naniva, Takachiho, Chioda, Akashi, d'un aviso le Chihaya et de huit autres bâtiments de guerre bloqua le port de Chemulpo afin d'éviter toute ingérence du Varyag. Le même jour, la Koreets tenta de rallier Port-Arthur, mais, attaquée, elle rentra au port.
Le lendemain matin, 9 février 1904, l'amiral japonais adressa un ultimatum au kontr-admiral russe Vsevolod Fiedorovich Roudnev (1855-1913), cet ultimatum se présenta ainsi : le commandant du Varyag avait jusqu'à midi pour quitter le port de Chemulpo et engager la bataille en pleine mer, à 16 h, en cas de refus provenant du contre-amiral russe, les navires de la flotte japonaise attaqueront les deux bâtiments de guerre ancrés pourtant dans un port neutre. Après un échange de paroles avec les commandants de quatre navires (le croiseur italien Elbe, le croiseur britannique Talbot, le croiseur américain Vicksburg et le croiseur français Pascal) amarrés dans le port de Chemulpo, Vsevolod Fiedorovich Roudnev prend la décision de gagner les eaux internationales afin d'engager le combat contre les bâtiments de guerre japonais pour l'honneur de la Marine impériale de Russie, malgré l'inégalité des forces en présence (15 navires japonais contre deux navires russes). Admirant cet acte de bravoure, au moment où le croiseur et la canonnière russes levent l'ancre, les orchestres des navires étrangers entament le chant de Varyag. Les capitaines des bâtiments de guerre français, italien, britannique et américain rendent les honneurs aux marins russes.

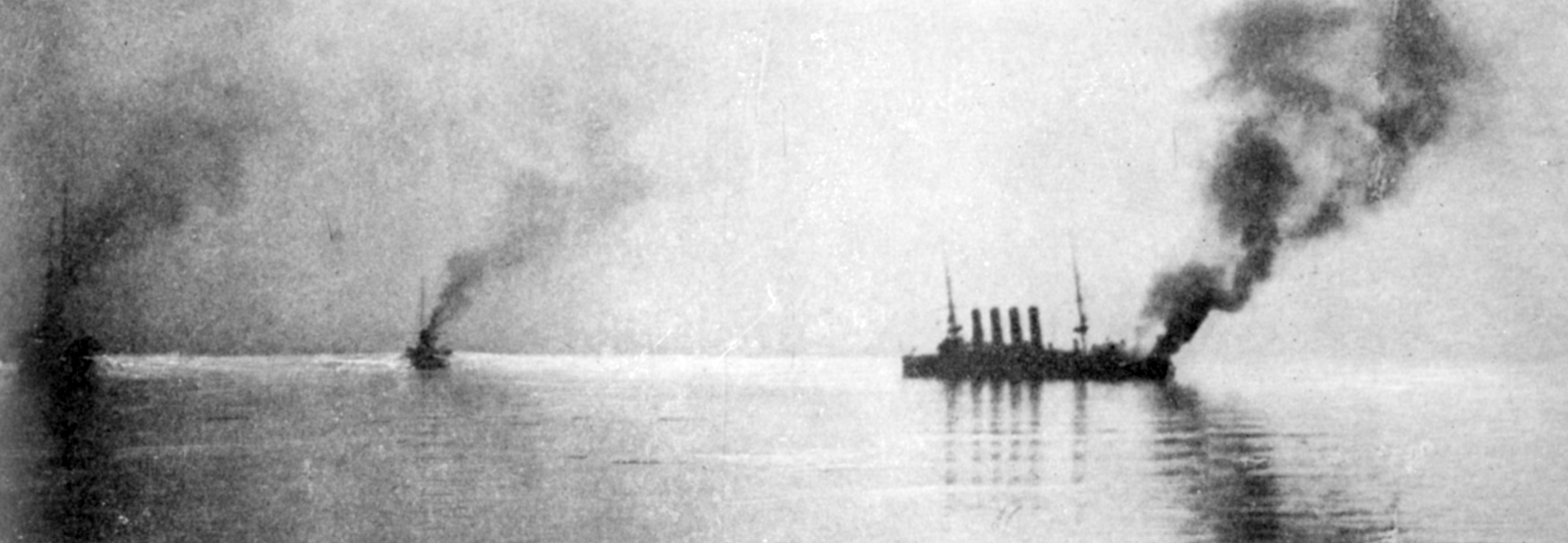
Le Varyag en feu dans le port de Chemulpo

À l'affût près de l'île Yodolmi, l'amiral japonais demande une seconde fois, par signaux, aux deux navires russes de se rendre. Uriu Sotokiti, ne recevant aucune réponse, ordonne d'ouvrir le feu. Le combat dure cinquante minutes. À une distance de 9 000 mètres, avec, dans son sillage, cinq croiseurs de protection, le navire amiral Asama de la classe Asama ouvre le feu. Au cours de cette bataille, le Varyag tire 1 105 obus, selon le contre-amiral, le croiseur russe coule un destroyer japonais et endommage quatre croiseurs : l’Asama, le Chioda, le Takachiho et le Naniva, l'adversaire aurait perdu trente hommes et déplore vingt blessés. Selon les sources d'officiers japonais les tirs du Varyag ne provoquent aucun dommage aux navires japonais et ils ne déplorent aucune pertes humaines. Malgré un combat acharné, le Varyag est touché par les tirs ennemis à onze reprises, dont trois impacts sous la ligne de flottaison, à bord du croiseur russe, un officier, trente marins sont tués, six officiers et 85 marins blessés, 100 personnes légèrement blessées, quant à la Koreets elle ne déplore aucune perte. Dans l'impossibilité de poursuivre ce combat, les deux navires regagnent le port, après l'évaluation de la gravité des dommages, le Varyag est sabordé, afin de ne pas tomber aux mains des Japonais, le Koreets subit le même sort. Les membres d'équipage des deux navires russes sont transférés sur les croiseurs Talbot, Elbe et Pascal. À la fin du conflit opposant le Japon à la Russie, le gouvernement japonais créé à Séoul le musée à la mémoire des héros du Varyag, en 1907, le contre-amiral Vsevolod Fiedorovich Roudnev est décoré de l'Ordre du Soleil levant par l'empereur Mutsuhito. Même si le contre-amiral accepte cette distinction, il ne la portera jamais en public.

### Carrière dans la Marine impériale du Japon

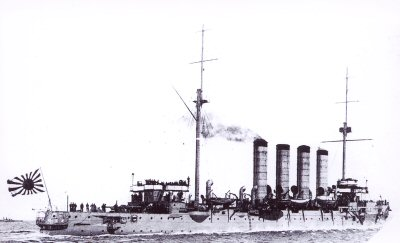
IJN Soya

En 1905, le Varyag est renfloué par les Japonais, réparé et modernisé, comme croiseur de 2e classe, il est mis en service dans la Marine impériale du Japon sous le nom de Soja (宗谷) le 8 août 1905. Son nom a pour origine le cap Soja Misaki situé au nord de Hokkaidō.  En qualité de navire école pour les cadets de la Marine japonaise, du 14 mars 1909 au 7 août 1909, le Soja entreprend une longue expédition de Hawaï, il se rend en Amérique du Nord. Chaque année, il répéta cette expédition jusqu'en 1913. 
Au cours de la Première Guerre mondiale, le Japon devenu l'allié des Russes, le Soja comme d'autres navires russes sont revendus à la Russie impériale.

### Nouvelle carrière dans la Marine impériale de Russie
En mars 1916, le Soja est vendu à la Russie pour une somme de 4 000 000 yens. En octobre de la même année, rebaptisé Varyag, le navire russe reçoit son affectation pour la flotte de l'Arctique, il est ancré à Mourmansk, son nouveau port d'attache. Plus tard, afin d'effectuer des travaux de modernisation, le croiseur est amarré dans le port de Liverpool. Lors de la révolution d'Octobre 1917, les marins russes hissent le drapeau rouge à bord. Le gouvernement soviétique refusant de payer les travaux entrepris sur le croiseur, les Britanniques confisquent le bâtiment de guerre. En 1920, le Varyag est vendu à une entreprise de démolition allemande. En La même année, au cours de son remorquage, dans le Firth of Clyde, il est pris dans une tempête et s'échoue près du village écossais de Lendalfoot. Une partie de la structure métallique est prise par les habitants de cette localité. En 1925, le croiseur coule en mer d'Irlande

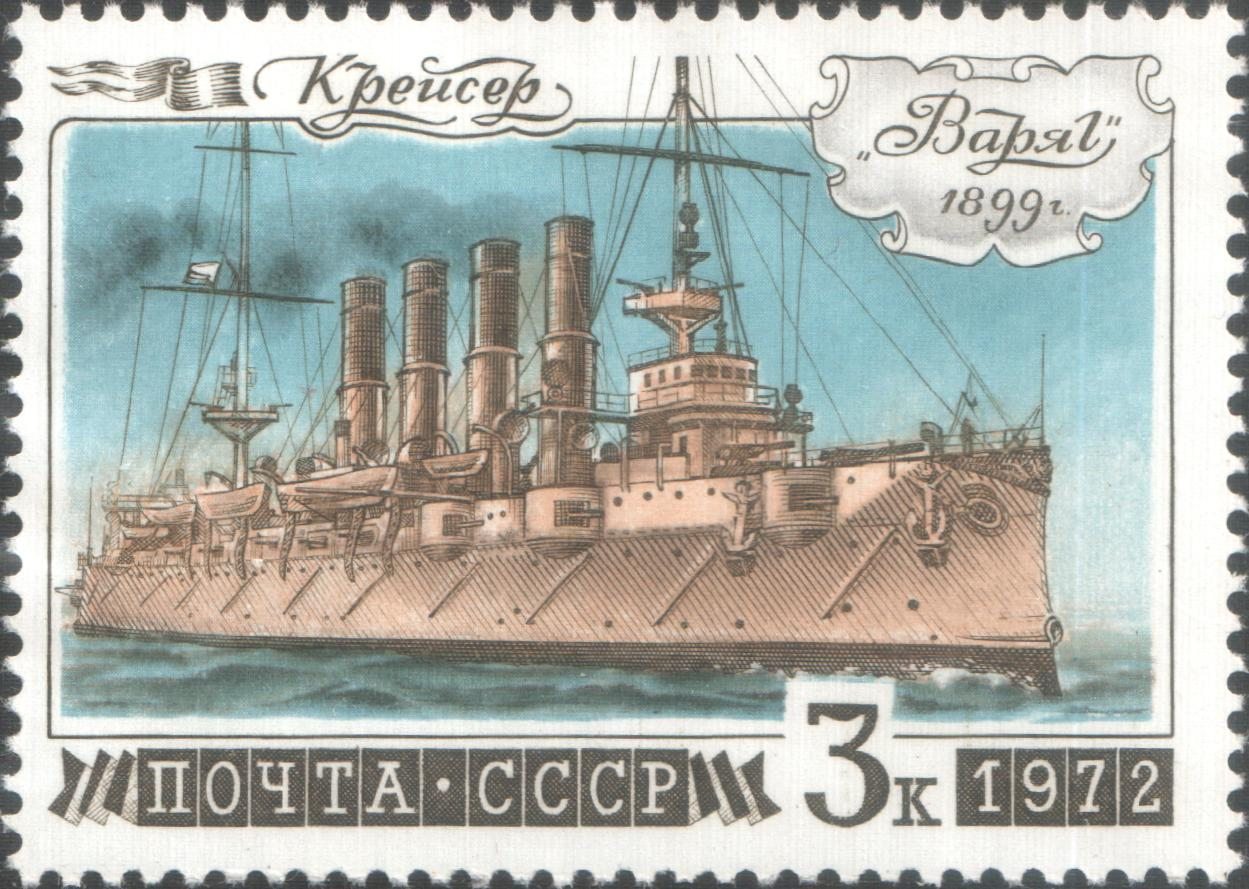
Timbre poste soviétique de 1972 honorant le croiseur Varyag

À l'occasion du cinquantième anniversaire de l'acte héroïque du Varyag, le chef de la Marine soviétique, l'amiral Nikolaï Kouznetzov (1904-1974) remet personnellement quinze médailles « Pour le courage » aux anciens combattants. Plus tard, des ordres et des médailles militaires sont remis à 139 anciens combattants du Varyag et du Koreets.

## Monuments honorant le croiseurVaryag
Le 30 août 2006, journée portes ouvertes de la Marine russe, lors d'une cérémonie à laquelle assistèrent de hauts responsables politiques et des membres de la Marine russe, un monument à la mémoire du croiseur Varyag est dévoilé à Lendalfoot.
Le 8 septembre 2007, à Lendafloot, un grand monument en bronze fut consacré au Varyag

## Monument honorant les membres d'équipage duVaryag
Dans le cimetière de Vladivostok, un monument est érigé à la mémoire des marins morts lors de la bataille de Chemulpo.
Un monument à la mémoire de Vsevolod Fiedorovich Roudnev, commandant du croiseur Varyag est érigé à Toula et dans le village de Rusyatino dans la région de Toula.
Le 10 février 2004 lors de la célébration du 100e anniversaire du combat naval, dans le port coréen d'Incheon (anciennement Chemulpo) est installée une plaque sur l'ancien hôpital de la Croix-Rouge où ont été soignés les marins blessés du Varyag. Le monument est une pierre avec un seul cœur en bronze sculpté par Andreï Vladimirovitch Balashov,,.

## Culture et image du croiseurVaryag
Des chansons populaires furent composées sur des poèmes écrits par le poète et écrivain autrichien Rudolf Greinz et le musicien russe Alexeï Tourichev (1888-1962).
En 1946, tournage du film Le Croiseur « Varyag » (URSS).
En 2003, découverte de l'épave du Varyag sous la direction du journaliste Alexeï Denisov.

### Sources et bibliographie
- David Evans. Kaigun: Stratégie, tactique, et de la technologie dans l'Imperial Japanese Navy, 1887-1941. US Naval Institute Press (1979).  (ISBN 0-87021-192-7)
- Stephen Howarth.  Les navires de combat du Soleil Levant: Le Drame de la Marine Impériale japonaise, 1895-1945. Atheneum; (1983)  (ISBN 0-689-11402-8)
- Hansgeorg Jentsura. Navires de guerre de la marine impériale japonaise, 1869-1945. Naval Institute Press (1976).  (ISBN 0-87021-893-X)
- Le Petit Journal, numéro du 8 mai 1904, réception donnée à la Cour impériale pour l'équipage du Varyag

### Musique du croiseurVaryag
- https://www.youtube.com/watch?v=S2wwUz6AQTk Debout, camarades (1904) sur le sabordement du Varyag
- http://stengazeta.over-blog.com/article-variag-bouillonnent-les-vagues-froides-52745074.html Traduction en langue française